# Puschkin-Rede
Als Puschkin-Rede wird eine Rede von Fjodor Michailowitsch Dostojewski bezeichnet, die er bei der Einweihungsfeier für das Puschkin-Denkmal in Moskau gehalten hat. Zu dieser Rede war Dostojewski vom Organisationskomitee des Vereins Freunde russischer Dichtung eingeladen worden. Lediglich ein Bezug zum Anlass war gewünscht. Am 8. Juni 1880, dem zweiten Tag der Feierlichkeiten, hielt Dostojewski seine Rede im Moskauer Kasakow-Säulensaal im Haus der Adelsversammlung. Sie stellte den gesellschaftlichen Höhepunkt im Schaffen Dostojewskis dar, der wenige Monate später verstarb.

## Inhalt
Für Dostojewski war Puschkin der wahre Vertreter des Russentums. Dieses Russentum wiederum sah er als notwendige Grundlage zur Erlangung eines Allmenschentums. Nur die Russen seien in der Lage, das Denken und Fühlen aller Völker der Welt zu durchdringen und vollends zu begreifen. Kein anderes Volk besitze dieses Vermögen. Ebendiese Fähigkeit sehe er in der Person Puschkins erstmals in Art eines vollendeten Menschentypus existent. Dostojewski glorifizierte Puschkin als stärkste russisch-nationale Kraft. Trotz dieser nationalistischen Ausrichtung waren die konservativen Slawophilen letztendlich von dieser Rede enttäuscht. Die Bezüge zu den Westlern in Form des Mythos eines Dostojewski’schen Allmenschentum entsprachen nicht ihrem tradierten Bild.

## Verlauf der Rede
Während des verhaltenen und zugleich ekstatischen Vortrages Dostojewskis herrschte absolutes Stillschweigen unter den Gästen. Die Gelassenheit der Zuhörerschaft wechselte schnell in interessierte Anspannung, die sich erst zum Ende des Vortrages entlud. Die Rede wurde von den Teilnehmern der Einweihungsfeierlichkeiten euphorisch aufgenommen. Begeisterungsstürme setzen mit dem Ende der Rede ein. Frauen kreischten oder fielen in Ohnmacht. Die Ovationen nahmen kein Ende. Viele der Zuhörer stürzten begeistert auf Dostojewski zu, reichten ihm die Hand und umarmten ihn. Nur unter großen Anstrengungen gelang es, Dostojewski aus dem Saal zu geleiten. Der Präsident der Versammlung versuchte vergebens, die Begeisterten zu beruhigen. Alle Redner, die nach Dostojewski reden sollten, lehnten es mit der Begründung ab, dass nach dieser Rede jedes weitere Wort überflüssig sei.
Der Brief an seine Frau, den er in der Nacht vom 8. auf den 9. Juni 1880 schrieb, enthält die Schilderung der Festsitzung vom Vormittag. Sie wird von Erinnerungen der Teilnehmer bestätigt.

## Hintergründe der Rede
Bereits als Kind und Jugendlicher war Dostojewski ein glühender Verehrer Puschkins. Mehrere Biographen erwähnen, dass Dostojewski beim Eintreffen der Nachricht von Puschkins Tod habe schwarz tragen wollen, es aber nicht habe tun können, da seine Mutter erst kürzlich verstorben war.
Die Puschkin-Rede war keine Improvisation. Ihre Grundgedanken hatte er bereits 1861 veröffentlicht.
Die Puschkin-Rede wird gern als der Punkt klassifiziert, an dem Dostojewski und Turgenew ihre Feindschaft beigelegt haben. Dies entspricht nicht den Tatsachen, wie u. a. diese Zitate belegen:
„An einem Festessen Tags darauf, hatte Grigorowitsch den Auftrag, dafür zu sorgen, dass die beiden Kampfhähne nicht aneinandergerieten. Als Dostojewski zusammen mit Turgenjew den Raum betrat, drehte sich Dostojewski demonstrativ um und schaute aus dem Fenster. ‚Hier gibt es eine interessante Statue zu sehen‘ sagte Grigorowitsch nervös. Turgenjew zeigte auf Dostojewskij: ‚Wenn sie so aussieht wie der, kann ich gut darauf verzichten.‘“
„Turgenjew war einer von vielen, die sich hatten mitreißen lassen. Hatte er doch sogar seinen Rivalen mit Tränen in den Augen umarmt. Doch kaum war er wieder in Paris, packten ihn Ekel und Zorn auf dieses ‚idiotische Gewäsch‘ über den ‚russischen Allmenschen‘. Lüge und Falschheit von Anfang bis Ende – Dostojewskij hatte schlichtweg die russische Intelligenz verführt.“
Trotz der euphorischen Aufnahme in verschiedenen politischen Lagern gab es auch kritische Stimmen:
„Der konservative Denker Konstantin Leontjew hingegen war empört, dass der Redner die christliche Liebesbotschaft zur Verkündung einer allgemeinen Verbrüderung der Völker missbraucht hatte. Das war eindeutig Ketzerei!“